# Olympische Sommerspiele 1972/Schwimmen – 100 m Brust (Frauen)
Der Schwimmwettkampf über 100 Meter Brust der Frauen bei den Olympischen Spielen 1972 in München wurde vom 1. bis 2. September ausgetragen.

## Ergebnisse

### Vorläufe

#### Vorlauf 1
| Rang | Athletin           | Nation      | Zeit (min) | Anm. |
| ---- | ------------------ | ----------- | ---------- | ---- |
| 1    | Ljudmila Porubaiko | Sowjetunion | 1:17,14    |      |
| 2    | Renate Vogel       | DDR         | 1:17,33    |      |
| 3    | Beverley Whitfield | Australien  | 1:17,59    |      |
| 4    | Tetjana Prudnikowa | Sowjetunion | 1:18,11    |      |
| 5    | Yoko Yamamoto      | Japan       | 1:18,94    |      |
| 6    | Ann O’Connor       | Irland      | 1:19,13    |      |
| 7    | Judith Hudson      | Australien  | 1:19,78    |      |
| 8    | Shlomit Nir        | Israel      | 1:20,90    |      |

#### Vorlauf 2
| Rang | Athletin             | Nation             | Zeit (min) | Anm. |
| ---- | -------------------- | ------------------ | ---------- | ---- |
| 1    | Judy Melick          | Vereinigte Staaten | 1:16,75    |      |
| 2    | Verena Eberle        | BR Deutschland     | 1:17,67    |      |
| 3    | Lynn Vidali          | Vereinigte Staaten | 1:18,80    |      |
| 4    | Zuzana Marková       | Tschechoslowakei   | 1:18,88    |      |
| 5    | Jaroslava Slavíčková | Tschechoslowakei   | 1:19,12    |      |
| 6    | Diana Harris         | Großbritannien     | 1:19,19    |      |
| 7    | Winnie Nielsen       | Dänemark           | 1:23,00    |      |
| 8    | Leonor Urueta        | Mexiko             | 1:23,21    |      |

#### Vorlauf 3
| Rang | Athletin              | Nation         | Zeit (min) | Anm. |
| ---- | --------------------- | -------------- | ---------- | ---- |
| 1    | Dorothy Harrison      | Großbritannien | 1:16,99    |      |
| 2    | Christine Jarvis      | Großbritannien | 1:18,27    |      |
| 3    | Sylvia Langer         | DDR            | 1:18,29    |      |
| 4    | Brigitte Schuchardt   | DDR            | 1:18,62    |      |
| 5    | Dagmar Sierck         | BR Deutschland | 1:18,80    |      |
| 6    | Jane Wright           | Kanada         | 1:20,56    |      |
| 7    | Cristina Teixeira     | Brasilien      | 1:20,58    |      |
| 8    | Ani Jane Mugrditchian | Libanon        | 1:29,71    |      |

#### Vorlauf 4
| Rang | Athletin            | Nation         | Zeit (min) | Anm. |
| ---- | ------------------- | -------------- | ---------- | ---- |
| 1    | Galina Stepanowa    | Sowjetunion    | 1:17,18    |      |
| 2    | Jeanette Pettersson | Schweden       | 1:17,83    |      |
| 3    | Éva Kiss            | Ungarn         | 1:18,57    |      |
| 4    | Alie te Riet        | Niederlande    | 1:18,79    |      |
| 5    | Tineke Hofland      | Niederlande    | 1:19,38    |      |
| 6    | Patricia Siewert    | BR Deutschland | 1:19,54    |      |
| 7    | Mairi Ioannidou     | Griechenland   | 1:21,70    |      |
| 8    | Lee Yue-hwan        | Republik China | 1:25,47    |      |

#### Vorlauf 5
| Rang | Athletin                 | Nation             | Zeit (min) | Anm. |
| ---- | ------------------------ | ------------------ | ---------- | ---- |
| 1    | Cathy Carr               | Vereinigte Staaten | 1:16,01    |      |
| 2    | Ágnes Kaczander-Kiss     | Ungarn             | 1:16,52    |      |
| 3    | Britt-Marie Smedh        | Schweden           | 1:17,21    |      |
| 4    | Erika Rüegg              | Schweiz            | 1:17,95    |      |
| 5    | Sylvia Dockerill         | Kanada             | 1:18,64    |      |
| 6    | Marian Stuart            | Kanada             | 1:18,69    |      |
| 7    | Béatrice Mottoulle       | Belgien            | 1:20,79    |      |
| 8    | Ana Elena de la Portilla | Mexiko             | 1:21,61    |      |

### Halbfinale

#### Halbfinale 1
| Rang | Athletin             | Nation         | Zeit (min) | Anm. |
| ---- | -------------------- | -------------- | ---------- | ---- |
| 1    | Galina Stepanowa     | Sowjetunion    | 1:15.89    | Q    |
| 2    | Ágnes Kaczander-Kiss | Ungarn         | 1:16.34    | Q    |
| 3    | Dorothy Harrison     | Großbritannien | 1:16.53    | Q    |
| 4    | Verena Eberle        | BR Deutschland | 1:16.76    | Q    |
| 5    | Renate Vogel         | DDR            | 1:16.87    |      |
| 6    | Erika Rüegg          | Schweiz        | 1:17.50    |      |
| 7    | Christine Jarvis     | Großbritannien | 1:17.58    |      |
| 8    | Éva Kiss             | Ungarn         | 1:17.59    |      |

#### Halbfinale 2
| Rang | Athletin            | Nation             | Zeit (min) | Anm.  |
| ---- | ------------------- | ------------------ | ---------- | ----- |
| 1    | Cathy Carr          | Vereinigte Staaten | 1:15.00    | Q, OR |
| 2    | Judy Melick         | Vereinigte Staaten | 1:16.22    | Q     |
| 3    | Beverley Whitfield  | Australien         | 1:16.26    | Q     |
| 4    | Britt-Marie Smedh   | Schweden           | 1:16.67    | Q     |
| 5    | Ljudmila Porubaiko  | Sowjetunion        | 1:16.85    |       |
| 6    | Jeanette Pettersson | Schweden           | 1:17.54    |       |
| 7    | Tetjana Prudnikowa  | Sowjetunion        | 1:19.37    |       |
| 8    | Sylvia Langer       | DDR                | 1:20.03    |       |

### Finale
| Rang | Athletin             | Nation             | Zeit (min) | Anm. |
| ---- | -------------------- | ------------------ | ---------- | ---- |
| 1    | Cathy Carr           | Vereinigte Staaten | 1:13,58    | WR   |
| 2    | Galina Stepanowa     | Sowjetunion        | 1:14,99    |      |
| 3    | Beverley Whitfield   | Australien         | 1:15,73    |      |
| 4    | Ágnes Kaczander-Kiss | Ungarn             | 1:16,26    |      |
| 5    | Judy Melick          | Vereinigte Staaten | 1:16,34    |      |
| 6    | Verena Eberle        | BR Deutschland     | 1:17,16    |      |
| 7    | Britt-Marie Smedh    | Schweden           | 1:17,19    |      |
| 8    | Dorothy Harrison     | Großbritannien     | 1:17,49    |      |